# Überlingen
Überlingen er en by på den nordlige bred af Bodensee med 22.554 indbyggere (2018-12-31). Den er efter administrationsbyen Friedrichshafen den næststørste by i Bodenseekreis i den tyske delstat Baden-Württemberg, og center for de omliggende kommuner.

## Geografi
Überlingen ligger ved  den del af Bodensee der kaldes Überlinger See .Baglandet er præget af bakkede morænelandskaber fra den sidste istid.

### Nabokommuner
Følgende byer og kommuner grænser op til Überlingen; De hører alle til Bodenseekreis, på nær Bodman-Ludwigshafen og Stockach, som ligger i Landkreis Konstanz (med uret fra vest): Sipplingen, Bodman-Ludwigshafen, Stockach, Owingen, Frickingen, Salem og Uhldingen-Mühlhofen.
Überlingen indgår i et Verwaltungsgemeinschaft med nabokommunerne Owingen og Sipplingen.

### Inddeling
Überlingen består ud over hovedbyen af de tidligere selvstændige kommuner Bambergen, Bonndorf, Deisendorf, Hödingen, Lippertsreute, Nesselwangen og Nußdorf. 
Der ud over er der en lang række landsbyer og bebyggelser:
| Til hovedbyen : Altbirnau, Andelshofen, Aufkirch, Brachenreute, Brünnensbach, Goldbach, Höllwangen, Hohenlinden, Kogenbach, Rengoldshausen, Restlehof, Reutehöfe, Weiherhöfe |
| til Bambergen: Forsthaus Hohrain, Heffhäusle, Neuhof, Ottomühle, Reuthemühle, Schönbuch                                                                                      |
| til Bonndorf hører : Buohof, Eggenweiler, Fuchsloch, Haldenhof, Helchenhof, Kaienhof, Negelhof, Talmühle, Walpertsweiler                                                     |
| til Deisendorf hører : Hasenweide, Katharinenhof, Klammerhölzle, Königshof, Nonnenhölzle, Scheinbuch, Wilmershof                                                             |
| til Hödingen hører : Länglehof, Spetzgart |
| til Lippertsreute: Bruckfelder Mühle, Ernatsreute, Hagenweiler, Hebsack, Hippmannsfelderhof, In der hohen Eich, Neues Haus, Oberhof, Schellenberg, Steinhöfe, Wackenhausen   |
| til Nesselwangen: Alte Wette, Fischerhaus, Hinterberghof, Katzenhäusle, Ludwigshof, Mühlberghof, Reutehof, Sattlerhäusle, Vorderberghof, Weilerhof                           |
| tilNußdorf: Untermaurach |

### Naturbeskyttelse
I kommunen Überlingen er der fire Naturreservater:  „Aachtobel“ (72 hektar), „Hödinger Tobel“ (28 ha, ) mellem Hödingen og Sipplingen, „Katharinenfelsen“ (4 ha) og „Spetzgarter Tobel“ (12 ha) mellem Goldbach og Spetzgart), tre beskyttede landskaber: „Württembergisches Bodenseeufer“, „Lippersreuter Umland“  og „Drumlin Biblis“), to naturmindesmærker: „Eggenweiler Hof“ og „Steinbalmen“  (pr. 30. april 2009)

## Historie
Überlingen nævnes første gang i 770 som Iburinga. I  1180 gav kejser Frederik Barbarossa byen købstadsrettigheder, og  i 1211 fik Überlingen Stadsret.